# Франклін (Північна Кароліна)
Франклін (англ. Franklin) — місто (англ. town) в США, в окрузі Мейкон штату Північна Кароліна. Населення — 4175 осіб (2020).

## Географія
Франклін розташований за координатами 35°10′52″ пн. ш. 83°22′54″ зх. д. / 35.18111° пн. ш. 83.38167° зх. д. (35.181200, -83.381780).  За даними Бюро перепису населення США в 2010 році місто мало площу 11,05 км², з яких 10,84 км² — суходіл та 0,21 км² — водойми. В 2017 році площа становила 12,80 км², з яких 12,56 км² — суходіл та 0,23 км² — водойми.

## Демографія
Згідно з переписом 2010 року, у місті мешкало 3845 осіб у 1736 домогосподарствах у складі 974 родин. Густота населення становила 348 осіб/км².  Було 2142 помешкання (194/км²).
Расовий склад населення:
| - 90,1 % — білих - 2,1 % — чорних або афроамериканців - 0,8 % — азіатів - 0,5 % — корінних американців - 4,8 % — осіб інших рас |

До двох чи більше рас належало 1,7 %. Частка іспаномовних становила 13,0 % від усіх жителів.
За віковим діапазоном населення розподілялося таким чином: 21,2 % — особи молодші 18 років, 56,9 % — особи у віці 18—64 років, 21,9 % — особи у віці 65 років та старші. Медіана віку мешканця становила 40,5 року. На 100 осіб жіночої статі у місті припадало 86,1 чоловіків;  на 100 жінок у віці від 18 років та старших — 82,6 чоловіків також старших 18 років.
Середній дохід на одне домашнє господарство  становив 41 110 доларів США (медіана — 26 923), а середній дохід на одну сім'ю — 53 700 доларів (медіана — 38 259). Медіана доходів становила 29 550 доларів для чоловіків та 27 016 доларів для жінок. За межею бідності перебувало 35,9 % осіб, у тому числі 55,4 % дітей у віці до 18 років та 24,1 % осіб у віці 65 років та старших.
Цивільне працевлаштоване населення становило 1353 особи. Основні галузі зайнятості: освіта, охорона здоров'я та соціальна допомога — 18,5 %, роздрібна торгівля — 18,0 %, мистецтво, розваги та відпочинок — 15,2 %, науковці, спеціалісти, менеджери — 13,1 %.